# 鼎山镇
鼎山镇，是中华人民共和国四川省巴中市巴州区下辖的一个乡镇级行政单位。2019年12月，撤销羊凤乡和龙背乡，将原羊凤乡和原龙背乡所属行政区域划归鼎山镇管辖。

## 行政区划
鼎山镇下辖以下地区：
长胜社区、果敢社区、明月村、康家坝村、龙堡村、石岭村、陵江村、秋桂村、龙头村、八角丘村、钟林村、北门村、松树坪村、尖山子村、白果村、高坪村、康民村、白尖村、高顶村、蝉池村、观坪村、连通村、黄梁村和小寨村。